# Елаурское сельское поселение (Ульяновская область)
Елаурское се́льское поселе́ние — муниципальное образование в Сенгилеевском районе Ульяновской области Российской Федерации.
Административный центр — село Елаур.

## История
Статус и границы сельского поселения установлены Законом Ульяновской области от 13 июля 2004 года № 043-ЗО «О муниципальных образованиях Ульяновской области».

## Население
| 2010  | 2012  | 2013  | 2014  | 2015  | 2016  | 2017  |
| ----- | ----- | ----- | ----- | ----- | ----- | ----- |
| 3039  | ↘2999 | ↘2949 | ↘2871 | ↘2798 | ↘2743 | ↘2680 |
| 2018  | 2019  | 2020  | 2021  |       |       |       |
| ↘2580 | ↘2530 | ↘2488 | ↘1979 |       |       |       |

## Состав сельского поселения
| №  | Населённый пункт    | Тип населённого пункта       | Население |
| -- | ------------------- | ---------------------------- | --------- |
| 1  | Бекетовка           | село                         | 463       |
| 2  | Головка             | посёлок                      | 36        |
| 3  | Елаур               | село, административный центр | ↘1014     |
| 4  | Каменный Брод       | посёлок                      | 28        |
| 5  | Кротково            | село                         | 489       |
| 6  | Мордово             | село                         | ↘317      |
| 7  | Мордовская Бектяшка | село                         | 27        |
| 8  | Никольское          | село                         | 83        |
| 9  | Новые Донцы         | посёлок                      | 3         |
| 10 | Русская Бектяшка    | село                         | 576       |
| 11 | Утяжкино            | посёлок                      | 3         |

## Местное самоуправление
Главой поселения — Кельмекеев Александр Михайлович.